# 快乐营
《快乐营》，是敖幼祥的漫画，在乌龙院之后画。。也叫《囧囧乌龙兵》，内容将现代恶搞元素和历史题材结合，人物有皇帝、将军、蛮族、飞贼。作者则获得了“亚运志愿者名人堂”代表。

## 各卷标题
《秃鹰王闯关》、《包将军护银》、《乌龙兵打怪》、《猛丁族崛起》。
1. ↑  GNN 記者 阿Lu 報導. . 巴哈姆特.   [2016-03-09]. （原始内容存档于2019-05-12） （中文（臺灣））. 已忽略未知参数|2016-02-23 19:29:46accessdate= (帮助)
2. 1 2  . 腾讯. 2010年4月1日  [2016-03-09] （中文（臺灣））.[]
3. ↑  . 博宝资讯. 2010-10-22  [2016-03-09]. （原始内容存档于2016-03-09） （中文（臺灣））.
4. ↑  . 21cn. 2010-11-16  [2016-03-09]. （原始内容存档于2016-03-09） （中文（臺灣））.